# Hegarsari (Kadungora)
Hegarsari is een bestuurslaag in het regentschap Garut van de provincie West-Java, Indonesië. Hegarsari telt 6237 inwoners (volkstelling 2010).